# Сушильна машина

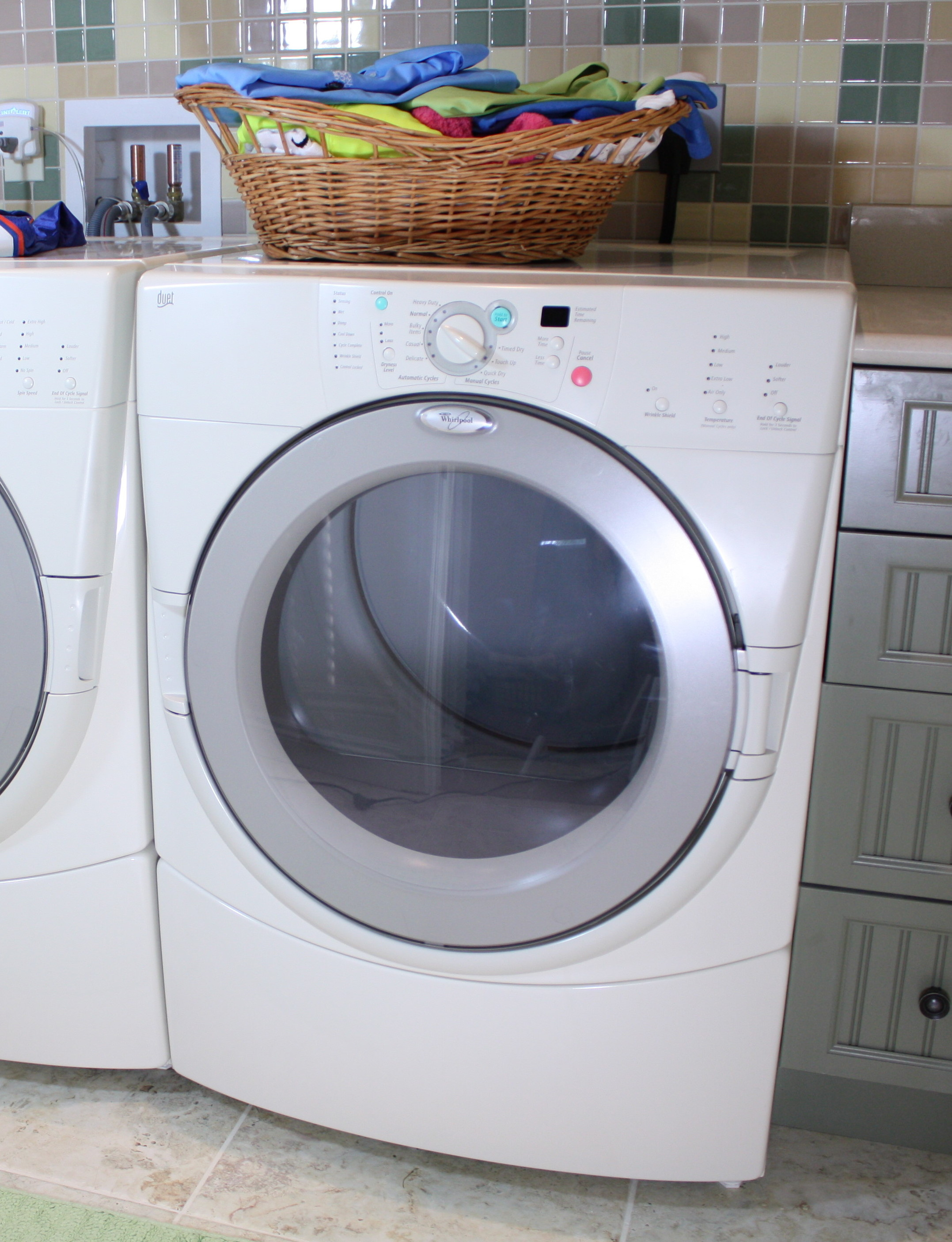
Сушильна машина

Сушильна шафа (лабораторне обладнання)

Сушильна машина — електромеханічна установка для сушіння текстильних виробів (одягу, білизни тощо), взуття, головних уборів.

## Класифікація

### За типом сушіння
- Барабанного типу
- Сушильні шафи

### За типом відводу вологи
- Конденсаційні. Нагріте повітря обдуває речі і нагріває воду що міститься в них. Вологе повітря проходить через конденсатор, волога охолоджується і у вигляді води перекачується в спеціальний бункер або в каналізацію, а повітря пропускається через термоелектричний нагрівач, нагрівається і знову обдуває речі.
- Вентиляційні. Нагріте повітря обдуває речі і нагріває воду що міститься в них. Вологе повітря видувається на вулицю або у вентиляцію.